# Église de Karjalohja
L’église de Karjalohja (en finnois : Karjalohjan kirkko) est une église évangélique-luthérienne au centre de Karjalohja en Finlande.

## Histoire

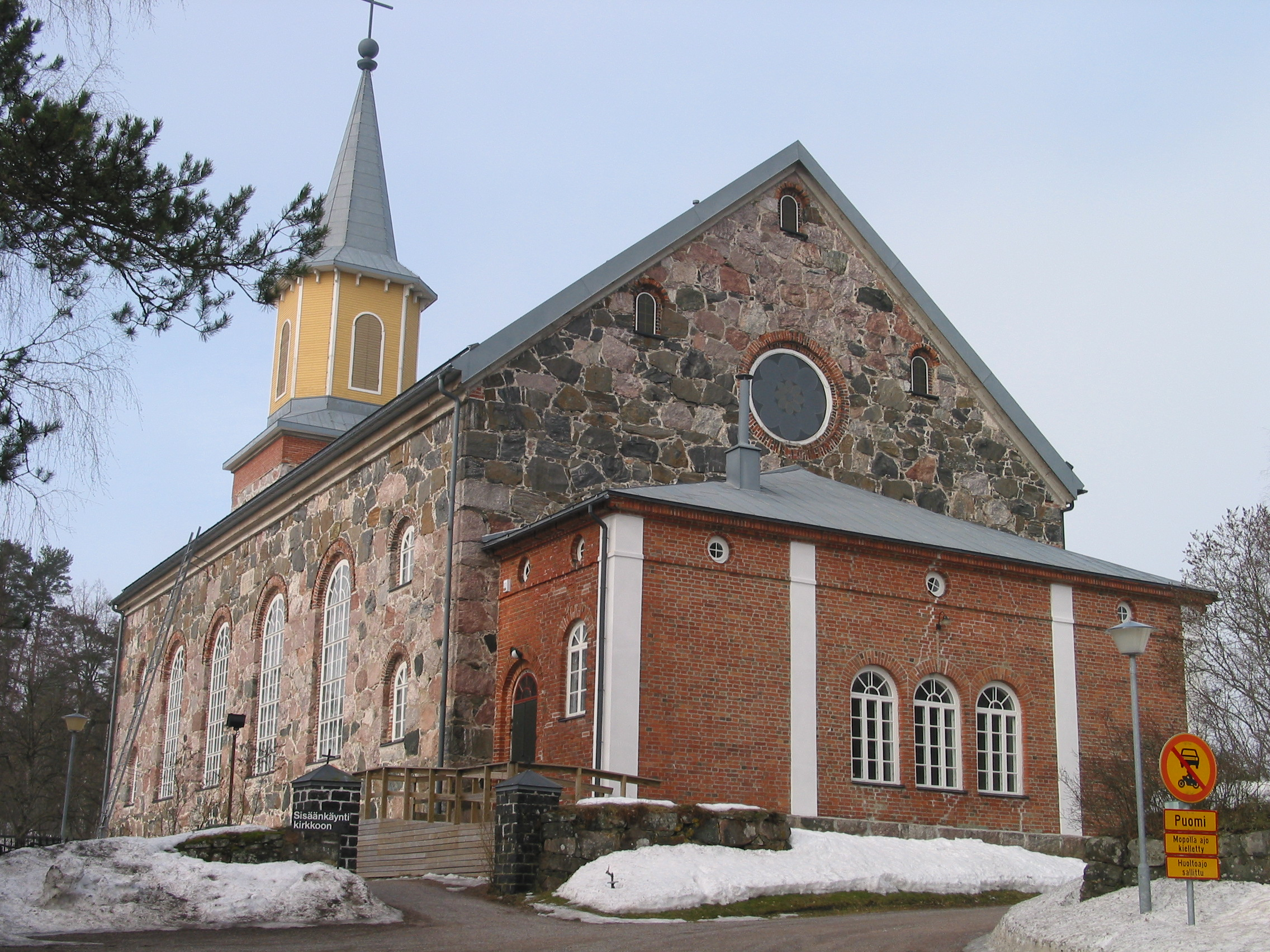
Église de Karjalohja.

L'église conçue par Jean Wiik avec des influences des romantismes allemand et italien a été construite en pierres grises et est terminée en 1860. L'église frappée par la foudre brûle le 21 septembre 1970 et il n'en reste que les murs. Seuls ont pu être sauvés quelques objets et le retable peint par Alexandra Frosterus-Såltin. Les ruines resteront en l'état pendant une vingtaine d'années et il commencera à y pousser des bouleaux, des saules.
En 1978 la Direction des musées indique qu'il faut préserver les ruines de plus de dégradation. L'école des soldats du génie souhaitait détruire les ruines à l'explosif mais la direction des musées s'y oppose. Une collecte de fonds est lancée en 1989, et des concerts et des ventes permettent de récolter des fonds
L'église déchue est couverte en 1990 et l’évêque d'Helsinki Eero Huovinen la déclare utilisable en 1991. Dans les années 1990 l'église est restaurée petit à petit et le nouveau clocher est terminé en 1995.
En 1977, on a construit  près de l'église un bâtiment bas nommé "l'église en verre de Karjalohja". Le bâtiment en brique, métal et en verre est conçu par les architectes Sakari Mänttäri et Paavo Laitinen. De 1970 à 1977 la paroisse a emprunté les anciennes cloches de l'église de Pitäjänmäki.

## Galerie

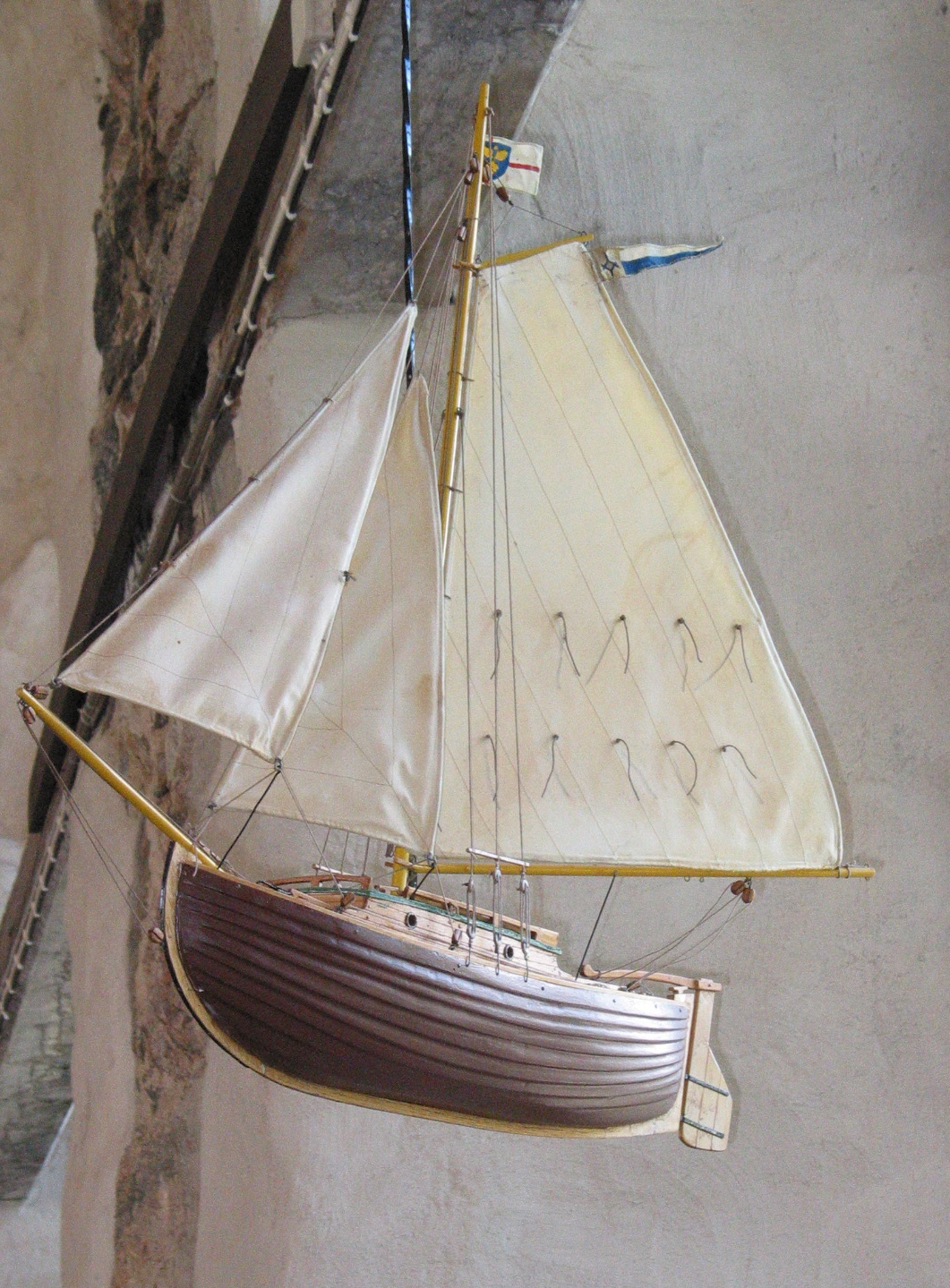
Ex-voto Adele
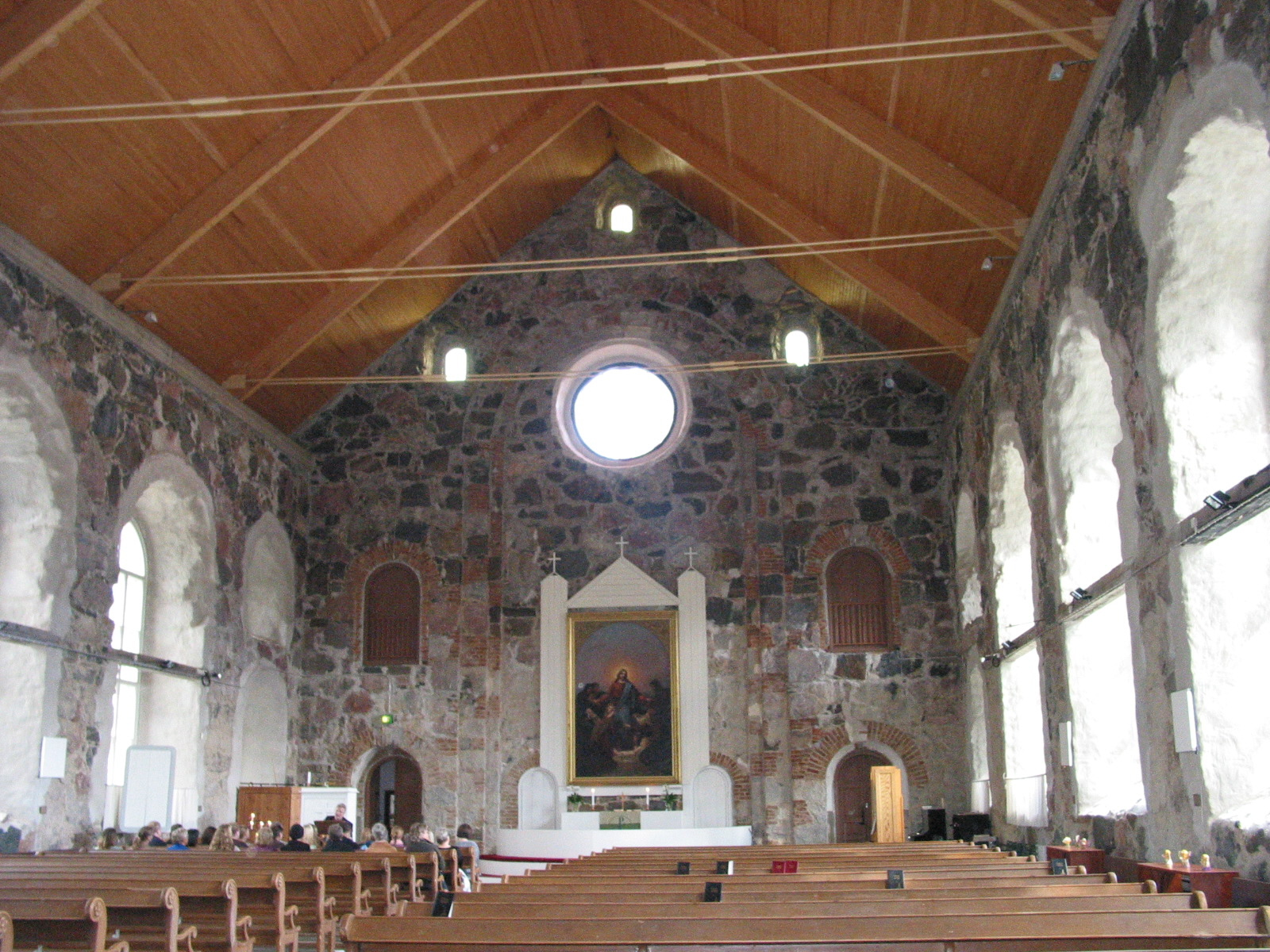
Intérieur de l'église.
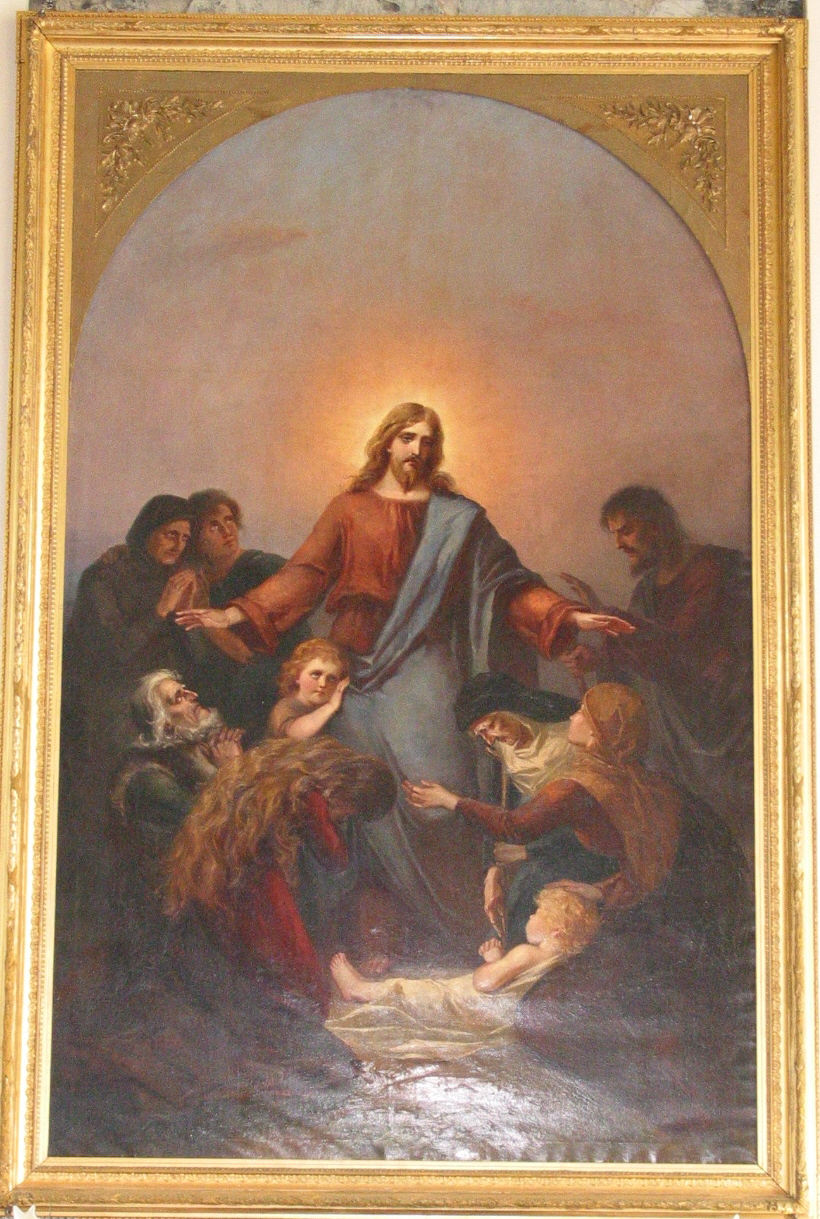
Le retable de Alexandra Såltin.
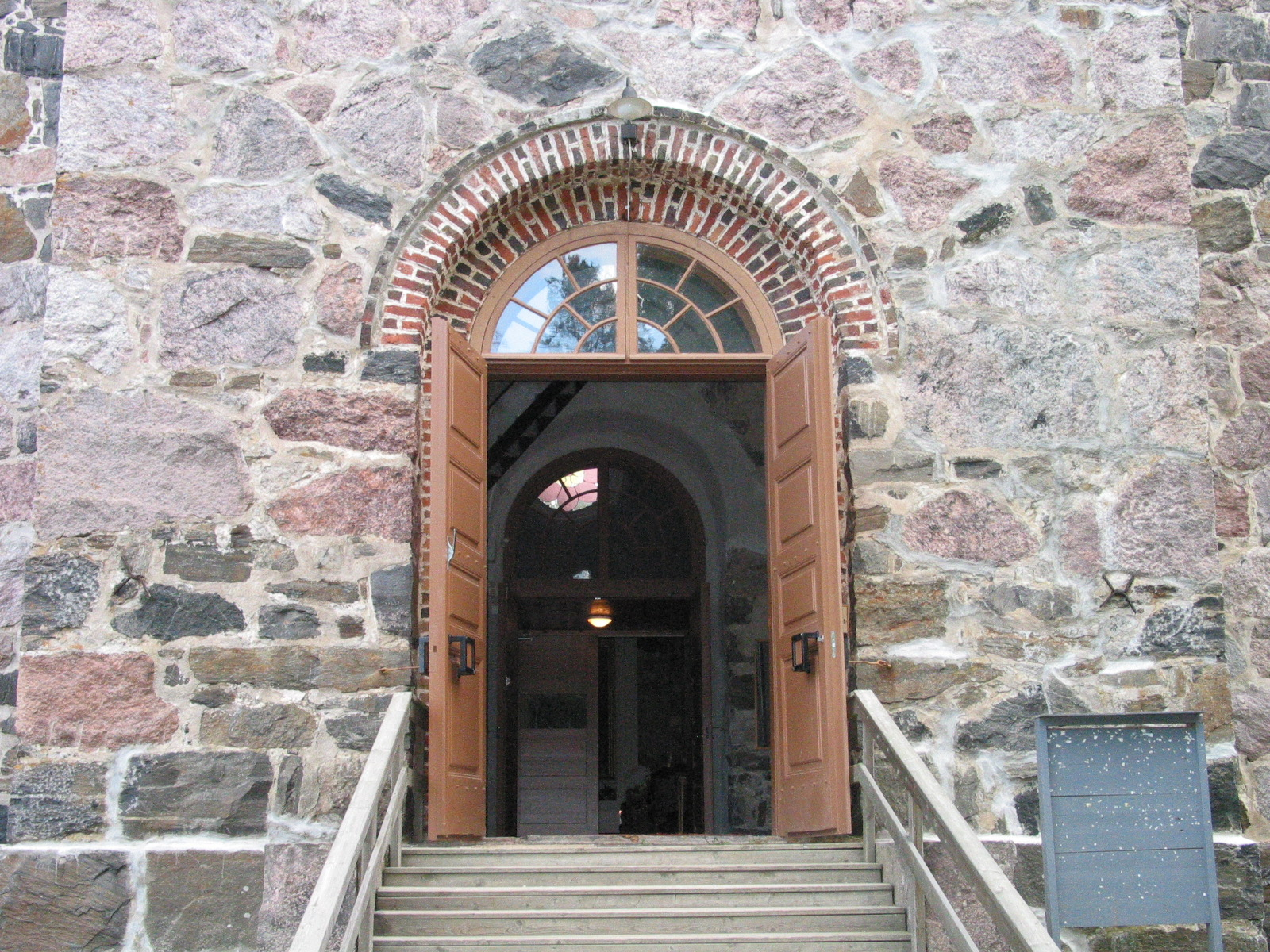
Portail de l'église.
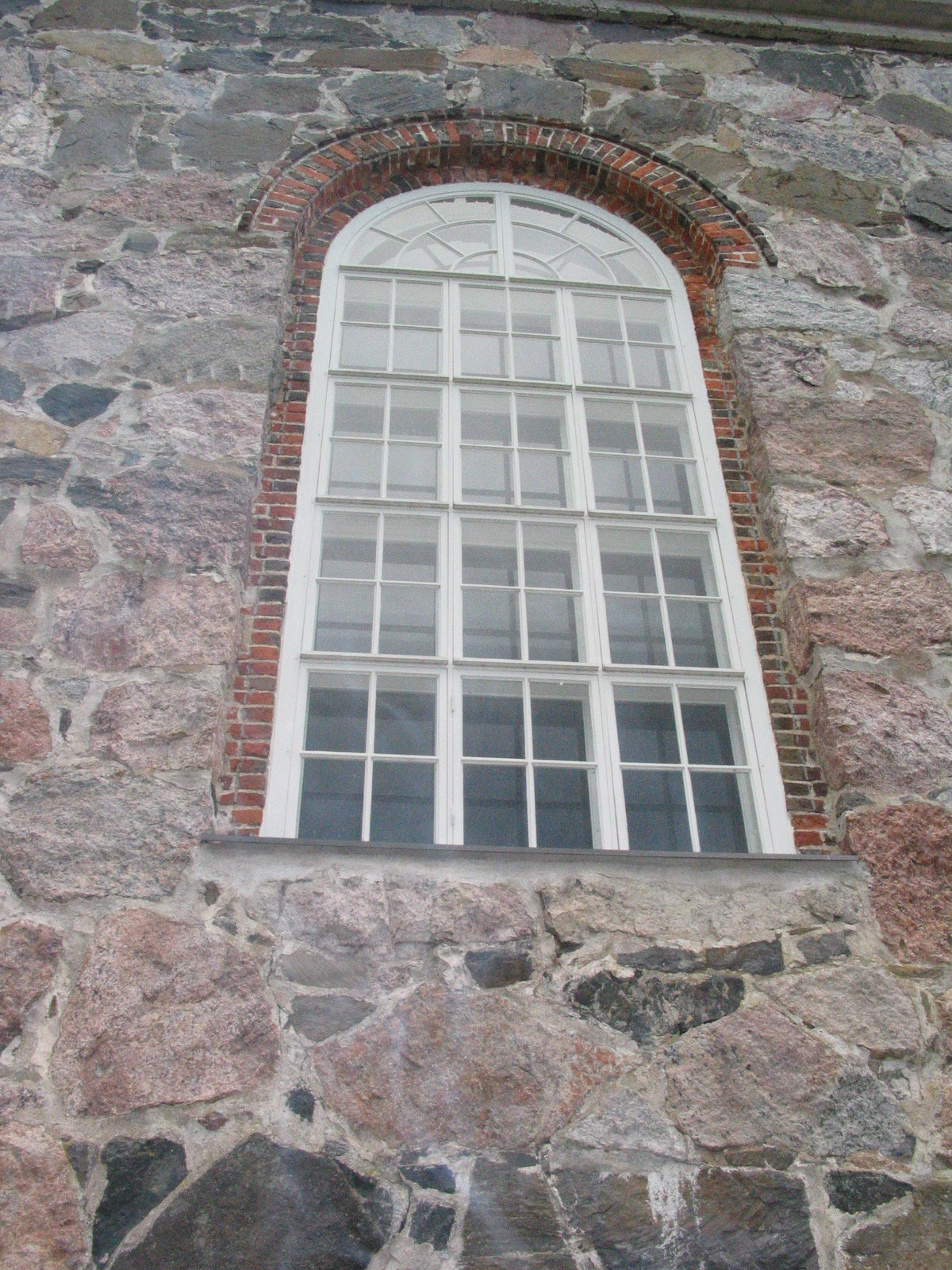
Vitrail.